# Лофгрен, Эдвард
Эдвард Джозеф Лофгрен (англ. Edward Joseph Lofgren; 18 января 1914, Чикаго — 6 сентября 2016, Окленд, Калифорния) — американский физик-экспериментатор, специалист по физике ускорителей и ядерной физике.

## Биография
Родился в семье шведских иммигрантов. В 1927 году семья переехала в Лос-Анджелес, где Эдвард окончил школу в разгар Великой депрессии. Несмотря на то, что Лофгрен смог поступить в Калифорнийский технологический институт, из-за недостатка денег он так и не смог начать там учиться. В течение двух лет он посещал Младший колледж Лос-Анджелеса (Los Angeles Junior College), одновременно трудясь на различных временных работах. Чтобы окончить обучение, в 1936 году он перевёлся в Калифорнийский университет в Беркли, где его заметил известный физик-ядерщик Эрнест Лоуренс.
Уже после окончания учёбы в 1938—1940 годах работал ассистентом Лоуренса, который поручил молодому сотруднику улучшить источник ионов на основе гексафторида урана, который использовался при разделении изотопов урана в калютроне — разновидности масс-спектрометра. Эта работа привела Лофгрена в Манхеттенский проект: сначала он работал в Ок-Ридже на заводе по обогащению урана, а затем в Лос-Аламосе занимался детонаторами в группе Луиса Альвареса. В 1946 году он защитил в Беркли докторскую диссертацию по материалам своих исследований, начатых ещё до войны.
Несколько следующих лет провёл в Миннесотском университете, а в 1949 году по приглашению Лоуренса он вернулся в его лабораторию, чтобы работать над проектом Беватрона — нового ускорителя-синхротрона. Вскоре после возвращения учёный смог продемонстрировать работоспособность принципа автофазировки Владимира Векслера и Эдвина Макмиллана, превратив имевшийся 37-дюймовый циклотрон в первый синхроциклотрон. Вскоре Лоуренс назначил Лофгрена главным физиком (chief physicist) на строительстве нового синхротрона, который успешно заработал в начале 1954 года.
Считался лидером одной из исследовательских групп на Беватроне, которая проиграла гонку за открытие антипротона, однако смогла открыть антинейтрон в 1956 году. В 1960 году он инициировал модернизацию ускорителя, который активно использовался до 1971 года. Затем он становится одним из руководителей проекта Бевалак (Bevalac), в ходе которого синхротрон был соединён с соседним линейным ускорителем SuperHILAC, который служил инжектором тяжёлых ионов. Эта комбинация позволила получить ряд важных результатов в физике релятивистских ионов и радиационной биологии и медицине. В 1973 году директор Национальная лаборатория имени Лоуренса Эндрю Сесслер назначил Лофгрена своим заместителем по ускорительной части. В этой должности он оставался до своей отставки в 1979 году, а в феврале 1993 года совершил в лаборатории свой последний официальный акт — поучаствовал в церемонии окончательного отключения Беватрона.
Прожив более ста лет, скончался в своём доме в Пьемонт-Гарденс (Piedmont Gardens) в Окленде (Калифорния)

## Основные публикации
- Richardson J.R., Wright B.T., Lofgren E.J., Peters B. Development of the Frequency Modulated Cyclotron // Physical Review. — 1948. — Vol. 73. — P. 424—436. — doi:10.1103/PhysRev.73.424.
- Freier P., Lofgren E.J., Ney E.P., Oppenheimer F., Bradt H.L., Peters B. Evidence for Heavy Nuclei in the Primary Cosmic Radiation // Physical Review. — 1948. — Vol. 74. — P. 213—217. — doi:10.1103/PhysRev.74.213.
- Lofgren E.J. The Proton Synchrotron (англ.) // Science. — 1950. — Vol. 111. — P. 295—300. — doi:10.1126/science.111.2882.295.
- Grunder H.A., Hartsough W.D., Lofgren E.J. Acceleration of Heavy Ions at the Bevatron (англ.) // Science. — 1971. — Vol. 174. — P. 1128—1129. — doi:10.1126/science.174.4014.1128.